# Thal-Marmoutier
Thal-Marmoutier (deutsch Thal bei Maursmünster) ist eine französische Gemeinde mit 829 Einwohnern (Stand 1. Januar 2021) im Département Bas-Rhin in der Region Grand Est (bis 2015 Elsass).

## Geografie
Die Gemeinde Thal-Marmoutier liegt am Fuß der Vogesen, sieben Kilometer südöstlich der Zaberner Steige. Der Hauptort liegt am Flüsschen Mossel. Zu Thal-Marmoutier gehören auch die Ortsteile Schwabenhof, Schebwiller (Schwebweiler) und Saint-Gall (Sankt-Gallen). Die Nachbargemeinden sind Gottenhouse im Norden, Marmoutier im Osten, Reinhardsmunster im Süden und Haegen im Nordwesten.

## Geschichte

### Mittelalter
Thal bei Maursmünster gehörte zu 3/8 zur Herrschaft Ochsenstein. Es war ein Lehen des Bischofs von Metz. Als die Familie derer von Ochsenstein im Mannesstamm mit Georg von Ochsenstein 1485 ausstarb, gelangte das Erbe über dessen Schwester an die Grafen von Zweibrücken-Bitsch.

### Neuzeit
1570 kam es zu einem weiteren Erbfall, der den Zweibrücker Anteil an Thal bei Maursmünster zur Grafschaft Hanau-Lichtenberg brachte: Graf Jakob von Zweibrücken-Bitsch (* 1510; † 1570) und sein schon 1540 verstorbener Bruder Simon V. Wecker hinterließen nur jeweils eine Tochter als Erbin. Die Tochter des Grafen Jakob, Margarethe (* 1540; † 1569), war mit Philipp V. von Hanau-Lichtenberg (* 1541; † 1599) verheiratet. Zu dem sich aus dieser Konstellation ergebenden Erbe zählte auch die Herrschaft Ochsenstein. In der Verwaltungsstruktur der Grafschaft Hanau-Lichtenberg wurde der Anteil von 3/8 an Thal bei Maursmünster dem Amt Westhofen zugeschlagen.
Mit der Reunionspolitik Frankreichs unter König Ludwig XIV. kamen das Amt Westhofen und Thal bei Maursmünster unter französische Oberhoheit. Nach dem Tod des letzten Hanauer Grafen, Johann Reinhard III., fiel das Erbe 1736 an den Sohn seiner einzigen Tochter, Charlotte, den Erbprinzen und späteren Landgrafen Ludwig (IX.) von Hessen-Darmstadt. Der Anteil an Thal bei Maursmünster gehörte in Hessen-Darmstädtischer Zeit nicht mehr zum Amt Westhofen.

### Bevölkerungsentwicklung
| Jahr                       | 1962 | 1968 | 1975 | 1982 | 1990 | 1999 | 2010 | 2021 |
| -------------------------- | ---- | ---- | ---- | ---- | ---- | ---- | ---- | ---- |
| Einwohner                  | 474  | 495  | 563  | 631  | 637  | 706  | 767  | 829  |
| Quellen: Cassini und INSEE |      |      |      |      |      |      |      |      |

## Sehenswürdigkeiten
- Kirche St-Pierre-et-St-Paul mit Chorturm aus dem 12. Jahrhundert
- Kapelle Saint-Gall (St. Gallus) auf privatem Gelände im Ortsteil Saint-Gall
- Kapelle Notre-Dame

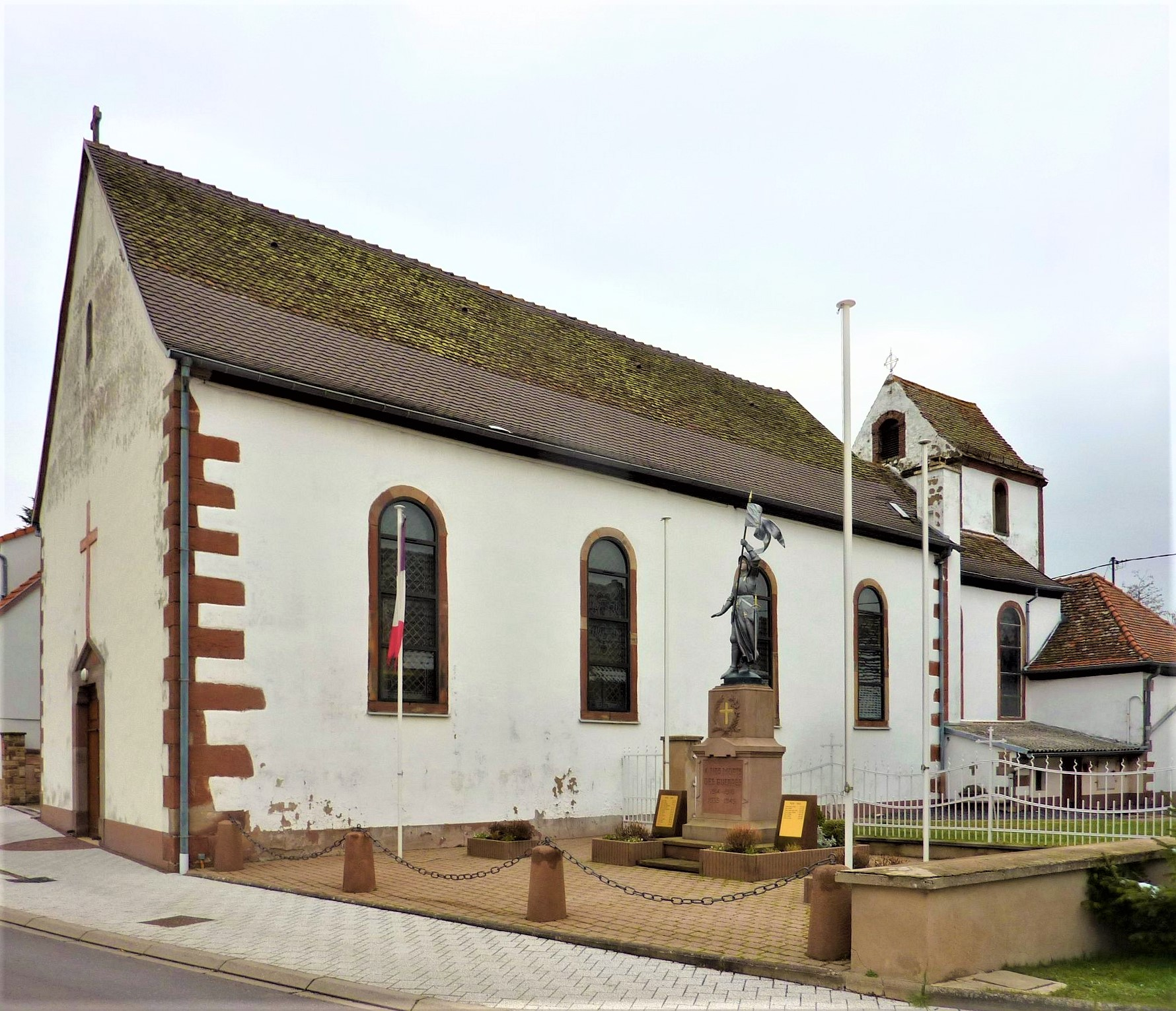
Kirche Saint-Pierre-et-Saint-Paul
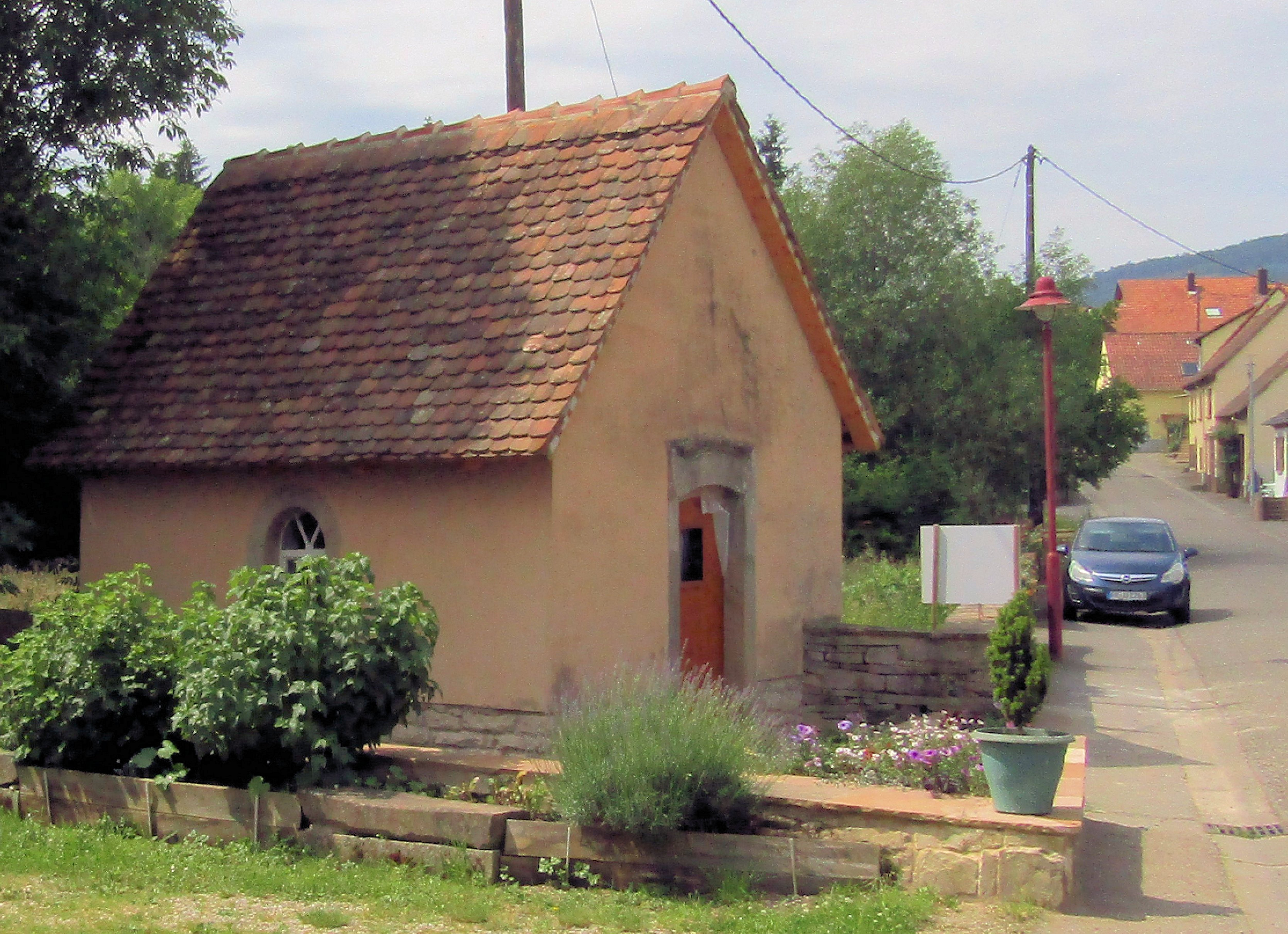
Kapelle Notre-Dame